# فرودگاه بین‌المللی ویندهوک هوسیا کوتاکو
فرودگاه بین‌المللی ویندهوک هوسیا کوتاکو (به انگلیسی: Windhoek Hosea Kutako International Airport) یک فرودگاه همگانی با کد یاتا WDH است که یک باند فرود آسفالت دارد و طول باند آن ۴۵۳۲ متر است. این فرودگاه در شهر ویندهوک کشور نامیبیا قرار دارد و در ارتفاع ۱۷۱۹ متری از سطح دریا واقع شده است.